# Bleda
Bleda, född cirka 400, död cirka 445, var son till Mundzuk och äldre bror till Attila. Efter hans farbror Rugilas död 434/35 blev han härskare över hunnerna, vars centrum låg i dagens Ungern. Bleda var, tillsammans med sin mer namnkunnige lillebror Attila, kung över hunnerna år 434–445 e.Kr.

## Biografi
Som brorson till Rugila efterträdde Attila och hans äldre bror Bleda honom på tronen. Bledas regeringstid varade i elva år fram till hans död. En av de få saker som är kända om Bleda är att han efter den stora hunnerkampanjen 441 förvärvade en morisk dvärg vid namn Zerco. Bleda var mycket road av Zerco och gick så långt som att göra en rustning för dvärgen så att Zerco kunde följa med honom på krigståg.
Makten delades mellan de två bröderna, men mestadels framstår Attila som den huvudsakliga makthavaren. I Margusfördraget är datumet i detta avseende omtvistat (kanske 434, men ett senare datum är också möjligt), hunnerna uppnådde en kompromiss med det östra romerska riket som var fördelaktigt för dem. Bleda och Attila förde sedan krig i Barbaricum, men invaderade östromerskt territorium åter igen 441.
Uppgiften att Attila vintern 444/445 lät mörda sin bror och blev därmed ensam härskare över hunnerna, även om han aldrig härskade över alla hunnerna. Spekulationen att Attila mördade sin bror kommer från Jordanes, som menar att Attila mördade Bleda på en jaktresa. Det är okänt exakt hur han dog. Dateringen är svår på grund av de olika källuppgifterna, eftersom Bleda troligen fortfarande levde hösten 444, men inte 445.
I Nibelungenlied framstår Bleda som dum. En kontroversiell avhandling spårar namnet på den tidigare staden Buda i västra delen av Budapest tillbaka till en antagen ungersk form Buda av namnet Bleda.

## Bleda och Attilas samregering
Omkring 432 hade hunnerna förenat under en härskare Rugila. Hans död 434 lämnade hans brorsöner Attila och Bleda (sönerna till hans bror Mundzuk) som ledare över alla de förenade hunnerstammarna. Vid denna tid förhandlade hunnerna med den bysantinska kejsaren Theodosius II:s sändebud om återlämnandet av flera stammar som avfallit och tagit sin tillflykt till det romerska riket. Följande år träffade Attila och Bleda den kejserliga legationen i Margus (nuvarande Požarevac) och förhandlingarna skötte med alla sittande på hästryggen efter hunnernas seder. Mötet förhandlade fram ett fördrag där romarna gick med på att återlämna de flyktiga stammarna utan också att fördubbla sin tidigare tribut på 350 romerska pund (ca. 114,5 kg) guld, och öppna sina marknader för hunniska handlare och betala en lösensumma på åtta solidi för varje romare som tas till fånga av hunnerna. Hunnerna var nöjda med fördraget och återvände till sitt hem. Theodosius använde sedan detta tillfälle med fred för att stärka Konstantinopels murar, bygga stadens första havsmur och bygga upp sitt gränsförsvar längs Donau.
Under de kommande fem åren försökte hunnerna invadera det persiska riket. Ett förkrossande nederlag i Armenien fick dem att överge detta försök och åter vända sin uppmärksamhet till Europa. År 440 dök de åter upp vid det romerska rikets gränser och attackerade köpmännen på marknaden på Donaus norra strand som hade upprättats genom fördraget. Attila och Bleda hotade med ytterligare krig och hävdade att romarna hade misslyckats med att uppfylla sina fördragsförpliktelser och att biskopen av Margus hade korsat Donau för att plundra och vanhelga de kungliga hunnergravarna på Donaus norra strand. Hunnerna korsade Donau och ödelade illyriska städer och fort vid floden, bland dem, enligt Priscus, Viminacium (dagens Kostolac), som var en stad för moesierna i Illyrien. Deras framryckning började vid Margus, för när romarna diskuterade att överlämna den kränkande biskopen, överlämnade han i hemlighet staden till dem genom att öppna dess portar.
Theodosius hade avlägsnat flodens Donaus försvar efter vandalernas erövring av Karthago 440 och Sassanid Yazdegerd II:s invasion av Armenien 441. Detta lämnade Attila och Bleda en lättare angreppsväg genom Illyrien till Balkan, som de invaderade 441. Hunniska armén plundrade Margus och Viminacium, sedan tog de Singidunum (nuvarande Belgrad) och Sirmium (moderna Sremska Mitrovica) innan de stannade. Ett uppehåll i kriget följde 442, och under denna tid återkallade Theodosius sina trupper från Nordafrika och beordrade en stor ny utgåva av mynt för att finansiera operationer mot hunnerna. Efter att ha gjort dessa förberedelser ansåg han det säkert att vägra betala de hunniska kungarnas tribut.
Attila och Bleda svarade med att förnya sin kampanj 443. De slog längs Donau och invaderade Ratiarias militära centra och besegrade framgångsrikt Naissus (moderna Niš) med murbräckor och andra belägringsmaskiner (en militär teknik som var ny för hunnerna), sedan pressade de längs Nišava och tog Serdica (Sofia), Philippopolis (Plovdiv) och Arcadiopolis (Luleburgaz). De mötte den östliga romerska armén och besegrade den utanför Konstantinopel och stoppades av stadens massiva murar. Theodosius erkände sig besegrad och skickade hovtjänstemannen Anatolius för att förhandla om fredsvillkor, som var hårdare än det tidigare fördraget: kejsaren gick med på att överlämna 6 000 romerska pund (cirka 1 963 kg) guld som straff för att ha brutit mot villkoren i fördraget under invasionen; den årliga tribut tredubblades och steg till 2 100 romerska pund (ca 687 kg) i guld; och lösen för varje romersk fånge steg till tolv solidi.
Hunnerkungarna drog sig tillbaka till sitt rike. Enligt Jordanes (efter Priscus) dog Bleda omkring år 445. Han dödades av sin bror, enligt de klassiska källorna och Attila tog över tronen ensam. Några källor antyder att Bleda först försökte döda Attila och att Attila sedan hämnades. År 448 hade Priscus träffat Bledas änka, då hon var guvernör i en namnlös by, medan Priscus var ambassadör vid Attilas hov.

## Etymologi
Historikern Omeljan Pritsak, som specialiserat sig på turkiska källor, anser att namnet härrör från den gamla turkiska verbstammen bil-, proto-bulgariska bli ("att veta"), plus nominelltsuffix -da. Bilgä är den gamla turkiska termen för en kännare (en visman eller härskare), den hunniska formen av denna titel är Blidä.
Grekiska källor har Βλήδας och Βλέδας (Bledas), Chronicon Paschale Βλίδας (Blidas), och latin Bleda.
Otto Maenchen-Helfen ansåg att namnet var av germanskt eller germaniserat ursprung, en kort form av Bladardus, Blatgildus, Blatgisus. Denis Sinor ansåg att namnet börjar med konsonantkluster, och som sådant kan det inte vara av altaiskt ursprung. År 455 finns nedtecknat den arianske biskopen Bleda längs Genseric och vandalerna,och en av Totila generaler hade också samma namn.